# Libosad – obora
Přírodní památka Libosad – obora se nachází na území města Jičín. Chráněné území se skládá ze čtyř částí a to čtyřřadé lipové aleje, parku Libosad, Valdické obory a nakonec židovského hřbitova s lesním porostem podél břehů Valdického potoka. Hlavním předmětem ochrany je populace ohroženého páchníka hnědého (Osmoderma eremita). Páchník hnědý je saproxylofág (živí se odumřelou dřevní hmotou) preferující osluněné dutiny, a proto ho lze často nalézt v solitérních stromech či alejích. Prioritou ochrany je tedy zachování těchto biotopů, aby byl zachován přirozený areál rozšíření tohoto zvláště chráněného druhu. Území je zároveň stejnojmennou evropsky významnou lokalitou. V přírodní památce se rovněž vyskytují chráněné druhy tis červený (Taxus baccata), střevlík Ullrichův (Carabus ullrichi), svižník polní (Cicindela campestris) a zlatohlávek tmavý (Oxythyrea funesta).